# David Lim (nuotatore)
Lim Fong Jock, detto David (林方育S, Lín FāngyùP; Singapore, 8 settembre 1966), è un ex nuotatore singaporiano, che ha partecipato alle Olimpiadi estive di Los Angeles 1984 e di Seul 1988.
Ha vinto 28 medaglie, tra cui dieci medaglie d'oro individuali e nove di staffetta, ai Giochi del sud-est asiatico dal 1981 al 1991.
Ha fatto parte delle squadre di staffetta freestyle di Singapore che hanno vinto tre medaglie di bronzo ai Giochi asiatici del 1986 e del 1990.
Lim è stato tre volte sportivo dell'anno del Consiglio olimpico nazionale di Singapore nel 1986, 1988 e 1989, e membro della squadra dell'anno di nuoto 4 × 100 m stile libero maschile nel 1991.
È stato premiato con la Public Service Star per il suo contributo allo sport da parte del governo di Singapore nel 1990.
Lim attualmente allena i nuotatori nazionali di Singapore.